# Marea cotitură (URSS)

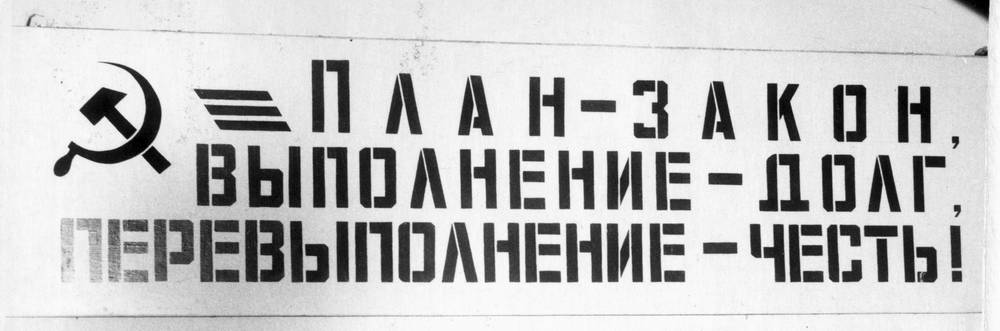
Afiș de propagandă privind implementarea planului cincinal „Planul este lege, împlinirea lui este o datorie, depășirea planului este o onoare!”

Marea cotitură ori Marea ruptură (rusă Великий перелом) a fost schimbarea radicală a politicii economice a Uniunii Sovietice din 1928-1929, constând în primul rând în procesul prin care Noua Politică Economică (NEP) din 1921 a fost abandonată în favoarea accelerării collectivizării și industrializării, precum și a unei revoluții culturale. Termenul provine din titlul articolului lui Iosif Vissarionovici Stalin „Anul marii cotituri” („Год великого перелома: к XII годовщине Октября”: Anul marii cotituri: spre a 12-a aniversare a lui Octombrie) publicat la 7 noiembrie 1929, la a 12-a aniversare a Revoluției din Octombrie.  David R. Marples susține că epoca Marii cotituri a durat până în 1934:102.

## Colectivizarea
Până în 1928, Stalin a susținut  Noua Politică Economică (NEP) implementată de predecesorul său Vladimir Ilici Lenin. NEP a adus unele reforme de piață în economia sovietică, inclusiv permițând țăranilor să vândă surplusul de cereale pe piața internă și internațională:174. Cu toate acestea, în 1928 Stalin și-a schimbat poziția și s-a opus continuării NEP:98. O parte din motivul schimbării sale a fost că, în anii dinainte de 1928, țăranii au început să stocheze cereale ca răspuns la prețurile scăzute pe plan intern și internațional pentru produsele lor:25.
Stalin a pus în aplicare colectivizarea agricolă, care avea să pună capăt proprietății private a pământului. Statul urma să preia pământul de la foștii proprietari și să îl plaseze fie în proprietatea colectivă a țăranilor (colhozuri), fie în proprietatea statului (sovhozuri):112. Ideea din spatele colectivizării a fost aceea că fermele mari pot să obțină o producție agricolă mai mare. De asemenea, proprietarii unei ferme mari aveau capacitatea să achiziționeze mai ușor utilaje precum tractoare și batozele, spre deosebire de proprietarii unor loturi mici de pământ. Aceste instrumente tehnologice ar fi crescut productivitatea muncitorilor, ar fi permis țăranilor să se mute în orașe și pe șantierele de construcții pentru sprijinirea procesului de industrializare:24. Înainte de colectivizare, proprietarii marilor ferme erau în cea mai mare parte țărani bogați (culaci), dar bolșevicii îi considerau pe acești drept exploatatori capitaliști și doreau să redistribuie surplusul de pământ țăranilor mai săraci:100.  Singura modalitate de constituire a unor ferme mari fără proprietari chiaburi era formarea de ferme colective.
Statul sovietic avea nevoie de creșterea producției agricole pentru hrănirea muncitorilor din orașe și de pe șantierele de construcții:101. Sfârșitul NEP a însemnat că țăranii nu mai aveau posibilitate să vândă cereale statului, iar statul avea puterea să rechiziționeze surplusul de cereale:236.
Colectivizarea s-a bucurat de puțin succes înainte de 1934 în ceea ce privește producția agricolă:44. Statul sovietic a fost lent în furnizarea de tractoare și alte utilaje necesare pentru fermele colective și această întârziere a cauzat o reducere a producției agricole:47.De asemenea, culacii s-au împotrivit procesului de colectivizare sacrificându-și animalele și ascunzând cerealele recoltate în semn de protest, reducând și mai mult producția disponibilă pentru orășeni:105. În plus față de acestea, statul a încercat să rechiziționeze mai multe cereale decât cantitatea produsă:47. Acești trei factori, împreună cu o secetă severă și o reacție lentă din partea administrației sovietice, au dus la o foamete în unele zone rurale în 1932-1933, inclusiv în Kazahstan, Ucraina și sudul Rusiei. Foametea și seceta au fost foarte severe în regiune și au afectat și alte țări precum România:626.  În Ucraina, cel puțin patru milioane de țărani au murit:107.

## Industrializarea
În timp ce colectivizarea nu s-a bucurat de prea mult succes, industrializarea din timpul Marii cotituri a avut succes. Stalin a anunțat primul său plan cincinal de industrializare în 1928. Obiectivele planului său erau nerealiste: de exemplu, el dorea să crească productivitatea muncitorilor cu 110%:253.  Chiar dacă țara nu a reușit să atingă aceste obiective prea ambițioase, producția a crescut într-o măsură impresionantă:114.
Industrializarea a presupus extinderea numărului de fabrici și proiecte de construcție, cum ar fi baraje, căi ferate și canale. Exemple de proiecte de construcție bine mediatizate la acea vreme sunt finalizarea, în iunie 1930, a unei fabrici uriașe de tractoare la Stalingrad și a unei centrale hidroelectrice pe râul Nipru. Sovieticii au dezvoltat un oraș în jurul unei mari uzine siderurgice: Magnitogorsk.:114.
Numărul crescut de proiecte a însemnat o cerere crescută de muncitori și, ca urmare, statul sovietic nu s-a confruntat cu șomaj în timpul Marii cotituri:115.

## Revoluția culturală
Al treilea aspect al Marii Rupturi a fost Revoluția culturală, care a afectat viața socială sovietică în trei moduri principale.
În primul rând, Revoluția Culturală a creat nevoia ca oamenii de știință să își demonstreze sprijinul față de regim. În timpul anilor NEP, bolșevicii au tolerat „specialiștii burghezi”, cum erau fi medicii și inginerii, care aveau proveneau de obicei din familii bogate din anii pre-revoluționari, deoarece aveau nevoie de acești specialiști:156. O nouă generație de copii educați în ideologia sovietică era pe cale să înlocuiască specialiștii burghezi:154. Acești absolvenți cu studii tehnice vor fi numiți mai târziu „specialiști roșii”. Regimul îi vedea pe acești studenți ca fiind mai loiali comunismului și, prin urmare, mai dezirabili decât vechii burghezi rămași încă în poziții cheie. Deoarece statul nu avea să mai fie nevoit după 1929 să se bazeze atât de mult pe specialiștii burghezi, regimul a cerut tot mai mult ca oamenii de știință, inginerii și alți specialiști să își dovedească loialitatea față de ideologia bolșevică și marxistă. Dacă acești specialiști nu se conformau noilor cerințe de loialitate, puteau fi acuzați de sabotaj contrarevoluționar și puteau fi arestați și exilați, așa cum s-a întâmplat cu inginerii acuzați în Procesul Șahti:152.
Revoluția culturală a afectat, de asemenea, viața religioasă. Regimul sovietic considera religia ca fiind o formă de "falsă conștiință" și dorea să reducă dependența maselor de religie:276. Regimul sovietic a transformat sărbătorile religioase anterioare, cum ar fi Crăciunul, în sărbători proprii, în stil sovietic:306
În cele din urmă, revoluția culturală a schimbat sistemul educațional. Statul avea nevoie de mai mulți ingineri, în special de ingineri „roșii” care să-i înlocuiască pe cei burghezi:181. Ca urmare, bolșevicii au făcut ca învățământul superior să fie gratuit - mulți membri ai clasei muncitoare nu și-ar fi putut permite altfel o astfel de educație. Instituțiile de învățământ au admis, de asemenea, persoane care nu erau suficient de pregătite pentru învățământul superior. Mulți nu își terminaseră studiile secundare, fie pentru că nu și le permiteau, fie pentru că nu aveau nevoie de ele pentru a obține un loc de muncă necalificat:151.  În plus, instituțiile au încercat să formeze ingineri într-un timp mai scurt. Acești factori combinați au dus la formarea unui număr mai mare de oameni de știință și ingineri, dar de o calitate mai slabă:168.